# Morgan Four Seater
Morgan Four Seater — туринг производства британской компании Morgan Motor Company с четырьмя полноценными сиденьями, небольшим багажным пространством, а также защёлкивающимися верхними и боковыми шторками.

## Описание
Morgan Four Seater был запущен в производство в 1937 году. Автомобиль выпускался на шасси 4-4 (1937—1939), 4/4 (1948—1950), Plus 4 (1950—1968), 4/4 1600 (1969—1993), 4/4 1800 (1999—2001), Plus 4 (2006—2016) и Roadster (2006—2016). Всего выпускалось около 50 автомобилей в год.
С 1937 по 1950-е годы дизайн кузова претерпел незначительные изменения. Область задних сидений была переработана, в первую очередь, для того, чтобы сделать сиденья в автомобиле ниже. В автомобилях более ранних выпусков задние пассажиры сидели выше, чем передние, из-за необходимого клиренса над задней осью.
Последний редизайн был проведён в 2006 году. Автомобили поздних выпусков имеют удлинённые двери, улучшенные задние сиденья и верхнюю конструкцию, которую легче поднимать и опускать.